# Aspidogyne costaricensis
Aspidogyne costaricensis är en orkidéart som beskrevs av Paul Ormerod och Mario Alberto Blanco. Aspidogyne costaricensis ingår i släktet Aspidogyne och familjen orkidéer. Inga underarter finns listade i Catalogue of Life.